# Persone di nome Gabriella
| Questa pagina contiene informazioni ricavate automaticamente dalle voci biografiche con l'ausilio del template Bio e di un bot. L'aggiornamento è periodico e automatico e ricostruisce completamente la pagina. Se manca una persona in questa lista, sei pregato di non aggiungerla, ma accertati piuttosto che la sua voce biografica contenga il template Bio e che i dati anagrafici siano correttamente compilati. Se il template Bio manca, inseriscilo tu stesso o, in alternativa, metti l'avviso {{tmp\|Bio}} che ne segnala la mancanza. Se i dati riportati sono sbagliati, correggi direttamente la voce biografica; le modifiche saranno visibili in questa lista entro pochi giorni. Per chiarimenti vedi il progetto antroponimi. La lista contiene solo le 103 persone che sono citate nell'enciclopedia e per le quali è stato implementato correttamente il template Bio. Pagina aggiornata al 6 ago 2025. |

Questa è una lista di persone presenti nell'enciclopedia che hanno il nome Gabriella, suddivise per attività principale.

## Annunciatrici televisive(2)
- Gabriella Farinon, annunciatrice televisiva, conduttrice televisiva e attrice cinematografica italiana (Oderzo, n. 1941)
- Gabriella Golia, annunciatrice televisiva e conduttrice televisiva italiana (Milano, n. 1959)

## Antifasciste(1)
- Gabriella Degli Esposti, antifascista e partigiana italiana (Calcara di Crespellano, n. 1912 - San Cesario sul Panaro, † 1944)

## Antropologhe(1)
- Gabriella Mondardini, antropologa italiana (Sarsina, n. 1941 - Susa, † 2014)

## Archiviste(1)
- Gabriella Olla Repetto, archivista italiana (Roma, n. 1933 - Cagliari, † 2020)

## Astronome(2)
- Gabriella Conti Armellini, astronoma italiana (Roma, n. 1891 - † 1974)
- Gabriella Hodosán, astronoma ungherese

## Attrici(15)
- Gabriella Andreini, attrice e doppiatrice italiana (Napoli, n. 1938)
- Gabriella Baldacchino, attrice statunitense (New York, n. 2001)
- Gabriella Boccardo, attrice italiana (n. 1946)
- Gabriella Di Luzio, attrice italiana (Napoli, n. 1951 - Roma, † 2016)
- Gabriella Giacobbe, attrice italiana (L'Aquila, n. 1923 - Milano, † 1979)
- Gabriella Giorgelli, attrice italiana (Carrara, n. 1941)
- Gaby Hoffmann, attrice statunitense (New York, n. 1982)
- Gabriella Lepori, attrice italiana
- Gabriella Pallotta, attrice italiana (Roma, n. 1938)
- Gabriella Pession, attrice italiana (Daytona Beach, n. 1977)
- Gabriella Pizzolo, attrice e cantante statunitense (Schenectady, n. 2003)
- Gabriella Saitta, attrice italiana (Catania, n. 1959)
- Gabriella Squillante, attrice e ballerina italiana (Sarno, n. 1946)
- Gabriella Wilde, attrice e modella britannica (Basingstoke, n. 1989)
- Gabriella Wright, attrice britannica (Stoke Newington, n. 1982)

## Attrici teatrali(1)
- Gabriella Borri, attrice teatrale e doppiatrice italiana (Torino, n. 1964)

## Aviatrici(1)
- Gaby Angelini, aviatrice italiana (Susa, n. 1911 - Uadi el-Ghelta, † 1932)

## Canoiste(2)
- Gabriella Cotta Ramusino, ex canoista italiana (Pallanza, n. 1942)
- Gabriella Szabó, canoista ungherese (Budapest, n. 1986)

## Canottiere(1)
- Gabriella Bascelli, ex canottiera italiana (Johannesburg, n. 1982)

## Cantanti(5)
- Gabriella Cilmi, cantante australiana (Melbourne, n. 1991)
- Ella Henderson, cantante britannica (Tetney, n. 1996)
- Gabriella Martinelli, cantante, polistrumentista e pittrice italiana (Roma, n. 1986)
- Baby Gabi, cantante ungherese (Budapest, n. 1978)
- Melody, cantante e cantautrice brasiliana (San Paolo, n. 2007)

## Cantautrici(2)
- Gabriella Ferri, cantautrice, cabarettista e attrice italiana (Roma, n. 1942 - Corchiano, † 2004)
- H.E.R., cantautrice statunitense (Vallejo, n. 1997)

## Cestiste(3)
- Gabriella Arigò, ex cestista italiana (n. 1982)
- Gabriella Folliero, ex cestista italiana (Roma, n. 1928)
- Gabriella Santoro, ex cestista italiana (n. 1925)

## Conduttrici televisive(2)
- Gabriella Carlucci, conduttrice televisiva e politica italiana (Alghero, n. 1959)
- Gabriella Lunghi, conduttrice televisiva e cantante italiana (Londra, n. 1962)

## Contralti(1)
- Gabriella Besanzoni, contralto e mezzosoprano italiano (Roma, n. 1890 - Roma, † 1962)

## Costumiste(2)
- Gabriella Pescucci, costumista italiana (Rosignano Marittimo, n. 1943)
- Gabriella Slade, costumista britannica (Basingstoke, n. 1990)

## Danzatrici(1)
- Gabriella Cohen, danzatrice italiana (Torino, n. 1954)

## Danzatrici su ghiaccio(1)
- Gabriella Papadakis, ex danzatrice su ghiaccio francese (Clermont-Ferrand, n. 1995)

## Designer(1)
- Gabriella Crespi, designer e scultrice italiana (Saronno, n. 1922 - Milano, † 2017)

## Direttrici d'orchestra(1)
- Gabriella Carli, direttrice d'orchestra e pianista italiana (Trieste, n. 1953)

## Dirigenti sportive(1)
- Gabriella Pregnolato, dirigente sportiva, ex ciclista su strada e pistard italiana (Correggio, n. 1971)

## Doppiatrici(1)
- Gabriella Genta, doppiatrice e direttrice del doppiaggio italiana (Spoleto, n. 1927 - Roma, † 2020)

## Filologhe(1)
- Gabriella Uluhogian, filologa e linguista italiana (n. 1936 - Parma, † 2016)

## Fondiste(2)
- Gabriella Carrel, ex fondista italiana (Aosta, n. 1966)
- Gabriella Paruzzi, ex fondista italiana (Udine, n. 1969)

## Fotografe(1)
- Gabriella Mercadini, fotografa italiana (Venezia - Roma, † 2012)

## Ginnaste(3)
- Gabriella Marchi, ginnasta italiana (Rimini, n. 1956 - Rimini, † 1990)
- Gabriella Pozzuolo, ex ginnasta italiana (Genova, n. 1946)
- Gabriella Santarelli, ex ginnasta italiana (Forlì, n. 1936)

## Giornaliste(3)
- Gabriella Chioma, giornalista e scrittrice italiana (La Spezia, n. 1933)
- Gabriella Parca, giornalista e scrittrice italiana (Castel di Tora, n. 1926 - Milano, † 2016)
- Gabriella Poli, giornalista italiana (Torino, n. 1920 - Torino, † 2012)

## Imitatrici(1)
- Gabriella Germani, imitatrice e attrice italiana (Sora, n. 1969)

## Matematiche(2)
- Gabriella Del Grosso, matematica italiana (Roma, n. 1944 - † 1990)
- Gabriella Pinzari, matematica italiana (Roma, n. 1966)

## Mezzofondiste(1)
- Gabriella Dorio, ex mezzofondista italiana (Veggiano, n. 1957)

## Modelle(1)
- Gabriella Brum, modella tedesca (Berlino, n. 1962)

## Montatrici(1)
- Gabriella Cristiani, montatrice e regista italiana (Foggia, n. 1949)

## Nobildonne(1)
- Gabriella Gonzaga, nobildonna italiana

## Operaie(1)
- Gabriella Rossi, operaia e politica italiana (Modena, n. 1921 - Modena, † 1992)

## Pallavoliste(2)
- Gabriella Pavarotti, pallavolista italiana (Modena, n. 1940 - Modena, † 2013)
- Gabriella Vico, ex pallavolista italiana (Castellammare di Stabia, n. 1987)

## Pattinatrici di short track(1)
- Gabriella Monteduro, ex pattinatrice di short track italiana (Torino, n. 1970)

## Poetesse(1)
- Gabriella Sica, poetessa e scrittrice italiana (Viterbo, n. 1950)

## Politiche(7)
- Gabriella Bosco, politica italiana (Pescara, n. 1922 - Pescara, † 2011)
- Gabriella Di Girolamo, politica italiana (Sulmona, n. 1977)
- Gabriella Gherbez, politica e partigiana italiana (Trieste, n. 1927 - Trieste, † 1996)
- Gabriella Giammanco, politica italiana (Palermo, n. 1977)
- Gabriella Mondello, politica italiana (Bedonia, n. 1944)
- Gabriella Pistone, politica italiana (Milano, n. 1951)
- Gabriella Seidenfeld, politica croata (Makó, n. 1896 - Roma, † 1977)

## Principesse(2)
- Gabriella del Liechtenstein, principessa austriaca (Vienna, n. 1692 - Brno, † 1713)
- Gabriella di Monaco, principessa monegasca (La Colle, n. 2014)

## Registe(1)
- Gabriella Romano, regista e scrittrice italiana (Torino, n. 1960)

## Religiose(1)
- Gabriella Thevenin, religiosa italiana (Argent-sur-Sauldre, n. 1823 - Arezzo, † 1889)

## Saggiste(2)
- Gabriella Bemporad, saggista e traduttrice italiana (Firenze, n. 1904 - Firenze, † 1999)
- Gabriella Caramore, saggista, giornalista e conduttrice radiofonica italiana (Venezia, n. 1945)

## Schermitrici(3)
- Gabriella Lantos-Romacz, schermitrice ungherese (Budapest, n. 1970)
- Gabriella Sznopek, schermitrice ungherese (n. 1980)
- Gabriella Varga, schermitrice ungherese (Budapest, n. 1982)

## Sciatrici alpine(2)
- Gabriella Grassl, ex sciatrice alpina svedese (n. 1987)
- Gabriella Hamberg, ex sciatrice alpina svedese (n. 1965)

## Scrittrici(6)
- Gabriella Ambrosio, scrittrice, saggista e pubblicitaria italiana (n. 1954)
- Gabriella Genisi, scrittrice italiana (Bari, n. 1965)
- Gabriella Ghermandi, scrittrice etiope (Addis Abeba, n. 1965)
- Gabriella Greison, scrittrice e giornalista italiana (Milano, n. 1974)
- Gabriella Leto, scrittrice, poetessa e traduttrice italiana (Roma, n. 1930 - Roma, † 2019)
- Gabriella Vergari, scrittrice italiana (Catania, n. 1961)

## Showgirl(1)
- Gabriella Labate, showgirl, attrice e coreografa italiana (Roma, n. 1964)

## Socialite(1)
- Gabriella Rasponi Spalletti, socialite italiana (Ravenna, n. 1853 - Roma, † 1931)

## Soprani(3)
- Gabriella Gatti, soprano italiano (Roma, n. 1905 - Roma, † 2003)
- Gabriella Rossi Remedi, soprano e direttrice di coro italiana (La Spezia, n. 1936)
- Gabriella Tucci, soprano italiano (Roma, n. 1929 - Roma, † 2020)

## Storiche dell'arte(1)
- Gabriella Belli, storica dell'arte italiana (Trento, n. 1952)

## Tenniste(1)
- Gabriella Taylor, tennista britannica (Southampton, n. 1998)

## Teologhe(1)
- Gabriella Lettini, teologa italiana (Torino, n. 1968)

## Senza attività specificata(1)
- Bella degli Abati, italiana (Firenze - Firenze)